# Цей дивак Андерсен
«Цей дивак Андерсен» («Этот чудак Андерсен») — радянський телефільм 1974 року, знятий режисером Михайлом Фалкіним на Ленінградському телебаченні.

## Сюжет
Складається з чотирьох новел: «Нічний диліжанс», «Ах, мій любий Августин», «Андерсен і тінь», «Цей дивак Андерсен».

## У ролях
- Володимир Рецептер — Андерсен
- Ірина Демич — головна роль
- Анатолій Пустохін — головна роль
- Ліана Жванія — роль другого плану
- Сергій Коковкін — роль другого плану
- Анатолій Равикович — роль другого плану
- Георгій Васильєв — роль другого плану
- Ернст Романов — роль другого плану

## Знімальна група
- Режисер — Михайло Фалкін
- Оператор — М. Невський
- Композитор — Сергій Баневич
- Художник — Костянтин Лютинський